# Cuniberta subtinctella
Cuniberta subtinctella är en fjärilsart som beskrevs av Émile Louis Ragonot 1887. Cuniberta subtinctella ingår i släktet Cuniberta och familjen mott. Inga underarter finns listade i Catalogue of Life.